# Cal Gorgo
Cal Gorgo és una obra historicista de Santa Cristina d'Aro (Baix Empordà) inclosa a l'Inventari del Patrimoni Arquitectònic de Catalunya.

## Descripció
Construcció que consta de planta baixa i dos pisos i coberta a dues vessants amb el carener paral·lel a la façana principal. Al seu voltant hi ha altres construccions menors afegides posteriorment. El pis superior té una galeria d'arcs de mig punt, sostinguts per pilars, dels quals els dels extrems es troben tapiats. Les obertures es distribueixen de manera simètrica, sent totes elles allindades excepte la porta principal, coronada per un arc rebaixat. Els murs són arrebossats.

## Història
A l'arc escarser de la porta d'accés hi ha la data 1867 i el nom "Vicente Aimerich".